# Социологија исхране
Социлогија исхране проучава како је током историје исхрана била различита. Човек је користио око 7 хиљада врста биљака. Постоји просторни и временски приступ храни. Архајски човек је познаовао само сирову храну, уз контролу ватре и печену, а са производњом посуђа и кувану храну. Све до конструисања и употребе савремених превозних средстава и комуникације, доминирала је локална произведена храна. Индустријализација, а нарочито глобализација прекида просторну и временску зависност и детерминираност хране.
Начин исхране представља и начин живота, који је пропорционално напредовао. Човек је толико временом експериментисао, да је исхраном угрозио своје здравље а и егзистенцију других живих врста. Ослањање на чуло укуса- да оно саопшти које врсте, у каквој међусобној сразмери и којој количини намирнице треба уносити, свакоме искуствено је знано, као несигурно и најчешће обмањујуће. Јер, од оног најукуснијег, непцу, језику и желуцу може одмах да буде прекомерно и болно, једњаку ужарено и неподношљиво, јетри претешко, а срце и мозак, као осетљивије на неадекватну исхрану, још и најгоре. Све што је вештачко и прекомерно је и нездраво и неправилно. Многе животињске и биљне врсте се налазе пред изумирањем управо због претеране и неконтролисане човекове исхране, јер човекова исхрана у обимном делу обухвата разне врсте и једних и других.
Како наша планета Земља постаје све више насељена, тако је теже да се то становништво прехрани. И дан данас је позната и честа појава умирања од глади у сиромашнијим крајевима Земље. Прехрањени су углавном они који имају средстава и новца да то себи приуште, док они сиромашнији бивају запостављени. Човек има за сад довољно средстава да прехрани читаву популацију на Земљи, под условом да то ради паметно и организовано. Временом, како човечанство стари, храњививих ресурса је све мање и мање.